# High Peak (Ross-Insel)
Der High Peak ist ein 60 m hoher Berg auf der antarktischen Ross-Insel. Er ragt östlich des Kap Royds auf.
Teilnehmer der Nimrod-Expedition (1907–1909) unter der Leitung des britischen Polarforschers Ernest Shackleton, die ihr Basislager unweit dieses Bergs errichtet hatten, benannten ihn.